# Vinterviken, Västerbotten
Vinterviken är en sjö i Norsjö kommun i Västerbotten och ingår i Umeälvens huvudavrinningsområde. Sjön har en area på 0,2 kvadratkilometer och ligger 277,5 meter över havet.

## Delavrinningsområde
Vinterviken ingår i det delavrinningsområde (721184-164672) som SMHI kallar för Utloppet av Aggträsket. Medelhöjden är 285 meter över havet och ytan är 13,32 kvadratkilometer. Det finns ett avrinningsområde uppströms, och räknas det in blir den ackumulerade arean 23,49 kvadratkilometer. Aggträskån (Fiskbäcken) som avvattnar avrinningsområdet har biflödesordning 4, vilket innebär att vattnet flödar genom totalt 4 vattendrag innan det når havet efter 213 kilometer. Avrinningsområdet består mestadels av skog (66 procent) och sankmarker (12 procent). Avrinningsområdet har 2,51 kvadratkilometer vattenytor vilket ger det en sjöprocent på 18,8 procent.